# The Gift of Game
The Gift of Game (englisch für „das Geschenk des Spiels“) ist das Debütalbum der US-amerikanischen Crossover-Band Crazy Town. Es wurde am 9. November 1999 über die Labels Columbia Records und Sony Music veröffentlicht. Infolge der Hitsingle Butterfly war auch das Album im Jahr 2001 kommerziell erfolgreich.

## Produktion
Das Album wurde von dem US-amerikanischen Musikproduzenten Josh Abraham produziert und in den Westlake Audio Studios in Los Angeles aufgenommen.

## Covergestaltung
Das Albumcover zeigt das gemalte Bild einer tätowierten Frau, die einen Heiligenschein sowie Teufelshörner trägt und einen Lolli lutscht. Links oben im Bild befindet sich der leuchtende Schriftzug Crazy Town, während der Titel The Gift of Game am rechten Bildrand in Leuchtbuchstaben, von oben nach unten geschrieben, steht. Der Hintergrund ist komplett schwarz gehalten.

## Gastbeiträge
Auf fünf Liedern des Albums treten neben der Band weitere Künstler in Erscheinung. So ist der Rapper KRS-One auf dem Song B-Boy 2000 zu hören, während die Sängerin Jenny Sipprelle einen Gastauftritt bei Players (Only Love You When They’re Playing) hat. Das Rap-Duo Dirty Unit ist an Think Fast beteiligt und der Rockmusiker Jay Gordon unterstützt Crazy Town auf Black Cloud. Zudem ist der Dancehall-Musiker Mad Lion auf Hollywood Babylon vertreten.

## Titelliste
| #  | Titel                                        | Gastmusiker     | Länge |
| -- | -------------------------------------------- | --------------- | ----- |
| 1  | Intro                                        |                 | 0:25  |
| 2  | Toxic                                        |                 | 2:48  |
| 3  | Think Fast                                   | Dirty Unit      | 3:52  |
| 4  | Darkside                                     |                 | 3:52  |
| 5  | Black Cloud                                  | Jay Gordon      | 5:02  |
| 6  | Butterfly                                    |                 | 3:36  |
| 7  | Only When I’m Drunk                          |                 | 2:47  |
| 8  | Hollywood Babylon                            | Mad Lion        | 4:23  |
| 9  | Face the Music                               |                 | 3:24  |
| 10 | Lollipop Porn                                |                 | 3:54  |
| 11 | Revolving Door                               |                 | 3:40  |
| 12 | Players (Only Love You When They’re Playing) | Jenny Sipprelle | 3:37  |
| 13 | B-Boy 2000                                   | KRS-One         | 4:26  |
| 14 | Outro www.crazytown.com                      |                 | 1:19  |
| 15 | Drunk Guy (Hidden Track)                     |                 | 0:55  |

## Kritiken
| Professionelle Bewertungen | Professionelle Bewertungen |
| -------------------------- | -------------------------- |
| Kritiken                   |                            |
| Quelle                     | Bewertung                  |
| laut.de                    | [ 2 ]                      |
| allmusic                   | [ 3 ]                      |

Eberhard Dobler von laut.de bewertete The Gift of Game mit vier von möglichen fünf Punkten. Das Album liefere „poppige Hooks und eingängige Riffs am Fließband,“ wobei „die Kalifornier alles, was in ihrem musikalischen Universum anerkannt ist oder Erfolg verspricht, verwursteln.“ Jedoch seien „Political Correctness und tiefschürfende Inhalte sicher nicht die Stärken“ der Band.

## Kommerzieller Erfolg

### Chartplatzierungen
The Gift of Game stieg infolge der Hitsingle Butterfly am 26. März 2001 auf Platz 20 in die deutschen Charts ein und erreichte zwei Wochen später mit Rang 6 die Höchstposition. Insgesamt konnte es sich 25 Wochen in den Top 100 halten. In den deutschen Jahrescharts 2001 belegte das Album Platz 31.
Am 9. September 1999 erschien die erste Single Toxic, gefolgt von der zweiten Auskopplung Darkside am 10. Juni 2000. Beide Songs konnten sich nicht in den Charts platzieren. Die dritte Single Butterfly, die am 13. November 2000 veröffentlicht wurde, wurde zu einem weltweiten Hit und kurbelte auch die Verkäufe des Albums stark an. Butterfly erreichte die Chartspitze unter anderem in Deutschland, Österreich, der Schweiz und den Vereinigten Staaten. Als vierte und letzte Single wurde am 2. Juli 2001 der Song Revolving Door veröffentlicht, der Platz 26 in Deutschland belegte.
| ChartsChartplatzierungen       | Höchstplatzierung | Wochen |
| ------------------------------ | ----------------- | ------ |
| Deutschland (GfK)              | 6 (25 Wo.)        | 25     |
| Österreich (Ö3)                | 4 (25 Wo.)        | 25     |
| Schweiz (IFPI)                 | 11 (21 Wo.)       | 21     |
| Vereinigte Staaten (Billboard) | 9 (34 Wo.)        | 34     |
| Vereinigtes Königreich (OCC)   | 15 (12 Wo.)       | 12     |

| ChartsJahrescharts (2001) | Platzierung |
| ------------------------- | ----------- |
| Deutschland (GfK)         | 31          |
| Österreich (Ö3)           | 40          |
| Schweiz (IFPI)            | 67          |

### Auszeichnungen für Musikverkäufe
The Gift of Game verkaufte sich in den Vereinigten Staaten mehr als eine Million Mal und wurde dafür mit einer Platin-Schallplatte ausgezeichnet. In Deutschland erhielt das Album für über 150.000 Verkäufe eine Goldene Schallplatte. Ebenso mit Gold wurde es im Vereinigten Königreich und in der Schweiz ausgezeichnet. Quellenangaben zufolge hat sich das Album weltweit über 2,5 Millionen Mal verkauft.
| Land/Region                  | Auszeichnungen für Musikverkäufe (Land/Region, Auszeichnung, Verkäufe) | Verkäufe  |
| ---------------------------- | ---------------------------------------------------------------------- | --------- |
| Deutschland (BVMI)           | Gold                                                                   | 150.000   |
| Finnland (IFPI)              | Gold                                                                   | 20.933    |
| Kanada (MC)                  | Platin                                                                 | 100.000   |
| Neuseeland (RMNZ)            | Gold                                                                   | 7.500     |
| Norwegen (IFPI)              | Gold                                                                   | 15.000    |
| Schweiz (IFPI)               | Gold                                                                   | 25.000    |
| Vereinigte Staaten (RIAA)    | Platin                                                                 | 1.000.000 |
| Vereinigtes Königreich (BPI) | Gold                                                                   | 100.000   |
| Insgesamt                    | 6× Gold · 2× Platin ·                                                  | 1.418.433 |

Die Single Butterfly bekam in Deutschland für mehr als 500.000 verkaufte Einheiten eine Platin-Schallplatte und wurde im Vereinigten Königreich, in Österreich sowie in der Schweiz jeweils mit Gold ausgezeichnet.